# Automeris ecuadora
Automeris ecuadora é uma espécie de mariposa do gênero Automeris, da família Saturniidae.